# Consell de Forces Polítiques de Catalunya
El Consell de Forces Polítiques de Catalunya fou una agrupació política creada el 23 de desembre del 1975, poc després de la mort del general Franco. És una transformació de la Comissió Coordinadora de Forces Polítiques de Catalunya - CCFPC per tal de facilitar l'entrada d'altres forces polítiques que no volen integrar-se a la Comissió Coordinadora. El Consell estava format exclusivament per partits catalans: els set partits que formaven part de la Comissió Coordinadora de Forces Polítiques de Catalunya - CCFPC:
- Partit Carlí de Catalunya - PCdC
- Unió Democràtica de Catalunya - UDC
- Front Nacional de Catalunya - FNC
- Esquerra Republicana de Catalunya - ERC
- Partit Popular de Catalunya - PPC
- Convergència Socialista de Catalunya - CSC
- Partit Socialista Unificat de Catalunya - PSUC,

I quatre partits més: 
- Partit Socialista d'Alliberament Nacional dels Països Catalans - PSAN
- Esquerra Democràtica de Catalunya - EDC
- Convergència Democràtica de Catalunya - CDC
- Reagrupament Socialista i Democràtic de Catalunya - RSDC que adopta el maig de 1976 el nom de Partit Socialista de Catalunya-Reagrupament - PSC-R.

A partir de novembre de 1976 el Partit Popular de Catalunya - PPC, i Convergència Socialista de Catalunya - CSC deixen d'existir per haver-se fusionat juntament amb altres forces socialistes en el Partit Socialista de Catalunya-Congrés - PSC-C. Aquesta denominació dels dos Partits Socialistes, Reagrupament i Congrés, és un acord per salvar la unitat del Consell, encara que en els seus documents propis no utilitzen l'afegit.
L'objectiu bàsic de l'agrupació, tal com constava en el primer punt de la seva declaració programàtica era «reivindicar, propiciar i impulsar la constitució d'un govern provisional de la Generalitat des del moment mateix de la ruptura democràtica, amb el compromís de convocar i celebrar eleccions per al Parlament en el termini més breu possible». Els punts bàsics de les seves reivindicacions eren una amnistia, la restauració de l'Estatut d'Autonomia de 1932 (Estatut de Núria), eleccions al Parlament de Catalunya, reconeixement de les llibertats democràtiques, el sufragi universal, garanties individuals, llibertat sindical i el reconeixement del dret de vaga.
Aquesta instància unitària es dissolgué el mes de juny de 1977, quan se celebraren les eleccions generals espanyoles de 1977.